# Fini Sturm
Ronja Fini Sturm, född 11 september 1995, är en tysk roddare. 
Sturm tävlade för Tyskland vid olympiska sommarspelen 2016 i Rio de Janeiro, där hon tillsammans med Marie-Louise Dräger slutade på 11:e plats i lättvikts-dubbelsculler.